# Elizabeth Jane Howard
Pour les articles homonymes, voir Elizabeth Howard (homonymie) et Howard.
Œuvres principales
La Saga des Cazalet (The Cazalet Chronicle)
Elizabeth Jane Howard, née le 26 mars 1923 à Londres et morte le 2 janvier 2014 (à 90 ans) à Bungay dans le Suffolk, est une romancière britannique.

## Biographie

### Enfance et éducation
Elizabeth Jane Howard, familièrement appelée Jane, est née en 1923 à Londres. Elle est la fille de David Liddon Howard (1896–1958), négociant en bois, et Katharine Margaret Somervell (1895–1975) dite Kit, fille du compositeur Arthur Somervell et danseuse au Ballet Rambert, une carrière qu'elle doit abandonner à son mariage.
Jane Howard passe son enfance dans le quartier londonien de Notting Hill.
Alors que ses frères vont à l'école, elle est éduquée à la maison par des gouvernantes et n'est scolarisée que deux ans à la Francis Holland School.
Elle y suit des cours d'économie domestique et de théâtre. Elle part en tournée avec une troupe étudiante dans le Devon et à Stratford-upon-Avon où elle interprète le rôle de Catharina dans La Mégère apprivoisée et donne la réplique à Paul Scofield.

### Carrière
Pendant la Seconde Guerre mondiale elle est animatrice de radio à la BBC.
Après la guerre, elle travaille comme rédactrice pour différents supports.  
En 1950, elle publie son premier roman, La Belle Visite, qui lui vaut de remporter le prix John Llewellyn Rhys.
La célébrité lui vient sur le tard, vers ses soixante-dix ans, avec la saga The Cazalet Chronicle, racontant la vie aisée d'une famille anglaise de la classe moyenne. La série suit l'évolution de la société britannique à travers les relations difficiles que connaissent les membres de trois générations de Cazalet, durant la Seconde Guerre mondiale.
Les quatre premiers volumes The Light Years, Marking Time, Confusion et Casting Off sont publiés entre 1990 et 1995. Elle écrit le cinquième, All Change, en 2013.
Des millions d'exemplaires de la chronique des Cazalet sont vendus dans le monde et ses nouvelles sont encore rééditées dix ans après sa mort en 2014.
Ses nouvelles ont été adaptées pour la télévision par BBC TV et la radion par Radio 4.

### Vie privée
Elizabeth Jane Howard a été mariée trois fois. 
En 1942 elle épouse Peter Scott. Leur fille Nicola naît en 1943. Jane Howard se sépare en 1947 et divorce en 1951. 
De 1957 à 1960 elle est mariée à Jim Douglas-Henry et de 1965 à 1982 à l'écrivain Kingsley Amis. 
Elle initie son beau-fils Martin Amis à l'écriture.

## Œuvres
- The Beautiful Visit, Jonathan Cape, 1950.
- We Are for the Dark: Six Ghost Stories, Jonathan Cape, 1951.
- The Long View, Jonathan Cape, 1956.
- The Sea Change, Jonathan Cape, 1959.
- After Julius, Jonathan Cape, 1965.
- Something in Disguise, Jonathan Cape, 1969.
- Odd Girl Out, Jonathan Cape, 1972.
- Mr. Wrong, Jonathan Cape, 1975.
- Getting It Right, Hamish Hamilton, 1982.
- The Light Years, Macmillan Publishers, 1990.
- Marking Time, Macmillan, 1991.
- Confusion, Macmillan, 1993.
- Casting Off, Macmillan, 1995.
- Falling, Macmillan, 1999.
- Slipstream, Macmillan, 2002.
- Three Miles Up and Other Strange Stories, 2003.
- Love All, Macmillan, 2008.
- All Change, Macmillan, 2013.
- The Amazing Adventures of Freddie Whitemouse, Pan Macmillan, 2015.
- Green Shades: An Anthology of Plants, Gardens and Gardeners, Pan Macmillan, 2021.

### Traductions françaises
- Ce long regard (The Long View, 1956), trad. fr. Danièle Clément, Paris, Éditions Albin Michel, 1958 
  - Rééd. La Longue Vue, trad. fr. Leïla Colombier, préf. Hilary Mantel, Paris, La Table Ronde, coll. Quai Voltaire, 464 p., 2024  (ISBN 979-1037109781)
- L'Air de la mer (The Sea Change, 1959), trad. fr. Jacques Brousse, Paris, Albin Michel, 1967
- L'Oiseau des orages, trad. fr. Jeanne Fournier-Pargoire, Paris, Éditions de Trévise, coll. Toison d'or, 381 p., 1980
- Une saison à Hydra, trad. fr. Cécile Arnaud, Paris, Quai Voltaire, 544 p., 2019
- La Saga des Cazalet (The Cazalet Chronicle) :
  - Étés anglais: La saga des Cazalet I, trad. fr. Anouk Neuhoff, Paris, Quai Voltaire, 576 p., 2020
  - À Rude épreuve: La saga des Cazalet II, trad. fr. Cécile Arnaud, Paris, Éditions de la Table Ronde, 608 p., 2020
  - Confusion : La saga des Cazalet III, trad. fr. Anouk Neuhoff, Paris, Editions de La Table Ronde, 512 p., 2021
  - Nouveau Départ : La saga des Cazalet IV, trad. fr. Cécile Arnaud, Paris, Editions de La Table Ronde, 624 p., 2021
  - La Fin d'une ère : La saga des Cazalet V, trad. fr. Cécile Arnaud, Paris, Editions de La Table Ronde, 560 p., 2022
- À petit feu (Something in Disguise, 1969), trad. fr. Cécile Arnaud, Paris, Editions de La Table Ronde, 336 p., 2025  (ISBN 979-1037114648)